# جمال الوالي
جمال محمد عبد الله الوالي رجل أعمال سوداني ورئيس سابق لنادي المريخ العاصمي السوداني. ولد الوالي عام 1964 م بقرية فداسي الحليماب بولاية الجزيرة، ووالده هو محمد عبد الله الوالي حصل الوالي على بكالوريوس القانون من جامعة بيروت بالإسكندرية بعد أن أنهى المرحلة الثانوية بمدرسة حنتوب الثانوية التي عرف من خلالها العمل العام وتلقي عدد من الدورات في اللغات في الولايات المتحدة الامريكية.

## المناصب
- نائب رئيس اتحاد الطلاب السودانيين بالإسكندرية.
- عمل موظفاً بمنظمة الدعوة الإسلامية
- ترشح جمال الوالي في دائرة مدني الشمالية الغربية الوسطى وأصبح نائباً في البرلمان.